# Aage Niels Bohr
Aage Niels Bohr (API: /ˈɔːʊ̯̩ nels ˈb̥oɐ̯ˀ/) (n. 19 iunie 1922, Copenhaga, Danemarca – d. 8 septembrie 2009, Copenhaga, Danemarca) este un fizician danez, fiul lui Margrethe și al fizicianului teoretician Niels Bohr, laureat al Premiului Nobel în 1975. 

## Biografie
Crescând printre fizicieni ca Niels Bohr (propriul lui tată), Wolfgang Pauli și Werner Heisenberg, a devenit el însuși un important specialist în fizica nucleară, laureat al Premiului Nobel pentru Fizică în 1975. În 1946, a devenit asociat la Institutul Niels Bohr de fizică teoretică de la Universitatea Copenhaga. A fost director al Institutului din 1963 până în 1970.
În 1948, Bohr a lucrat cu Ben Mottelson și Leo James Rainwater la Copenhaga pentru a scrie o monografie a cunoștințelor curente de structura nucleului. Primul volum, Mișcarea unei singure particule, a apărut în 1969, iar al doilea volum, Deformări nucleare, în 1975. Eforturile lor la acest proiect și colaborarea la teoria nucleară au condus la acordarea celor trei a premiului Nobel pentru Fizică în 1975, pentru cercetările asupra descrierii conform mecanicii cuantice a nucleonilor care orbitează într-o picătură în rotație și oscilație.